# فورست مكدونالد
فورست مكدونالد (بالإنجليزية: Forrest McDonald)‏ هو مؤرخ وكاتب أمريكي، ولد في 7 يناير 1927 في أورانج في الولايات المتحدة، وتوفي في 19 يناير 2016.

## وصلات خارجية
- فورست مكدونالد على موقع IMDb (الإنجليزية)